# 浦村 (兵庫県)
浦村（うらむら）は、兵庫県津名郡にあった村。現在の淡路市の北東部、神戸淡路鳴門自動車道・東浦インターチェンジの周辺にあたる。

## 地理
- 海洋：大阪湾
- 山岳：篝場山
- 河川：鵜崎川、灘川、楠本川、浦川

## 歴史
- 1889年（明治22年）4月1日 - 町村制の施行により、浦村・中山村・楠本村の区域を以って津名郡浦村が発足。
- 1956年（昭和31年）4月1日 - 岩屋町・仮屋町・釜口村と合併して淡路町が発足。同日浦村廃止。

## 交通

### 道路
- 国道28号

現在は旧村域に神戸淡路鳴門自動車道の東浦インターチェンジが所在するが、当時は未開通。